# Ferdinand Albrecht 2. af Braunschweig-Wolfenbüttel
Ferdinand Albrecht 2. (født 29. maj 1680 i Bevern, død 2. september 1735 i Salzdahlum) var fyrste af Braunschweig-Wolfenbüttel-Bevern og hertug af Braunschweig-Lüneburg.
Han var den fjerde søn af hertug Ferdinand Albrecht 1. af Braunschweig-Wolfenbüttel-Bevern. Kort før sin død arvede Ferdinand Albert 2. hele fyrstedømmet Braunschweig-Wolfenbüttel fra sin fætter, Ludvig Rudolph. Derfor overdrog han Bevern til sin bror Ernst Ferdinand.
Hertugen var først og fremmest en krigens mand, han kæmpede i mange slag ved Den Hellige Romerske Kejser, Leopold 1.'s side. I 1704 blev han kejserens adjudant, i 1707 generalmajor, i 1711 generalløjtnant, i 1723 feltmarskal og i 1733 blev han generalfeltmarskal.
Ferdinand Albrecht var fader til Frederik 5.'s anden dronning, Juliane Marie og til Ferdinand af Braunschweig-Wolfenbüttel.